# آرتمیا اورمیانا
آرتمیا اورمیانا(نام علمی: artemia urmiana) گونه ای از آرتمیای دوجنسی بومی دریاچه ارومیه در ایران است.اولین گزارش تاریخی از وجود آرتمیا به نیمه اول قرن دهم پس از میلاد از دریاچه ارومیه در ایران با نمونه‌ای که یک جغرافی‌دان ایرانی آن را سگ آبی نامیده است، برمی گردد. در سال ۱۸۹۹دانشمندی به نام Gunther دریاچه ارومیه را بررسی کرد و آرتمیای موجود در آن را همان آرتمیا اورمیانا نامید.و سپس در سال ۱۹۷۶دانشمندانی به نام های ClarkوBowen آرتمیای دریاچه ارومیه را دوباره از نظر سیستماتیک مورد بررسی قرار دادند و بار دیگر نام آرتمیا اورمیانا را تایید نمودند.

## رفتار و بوم شناسی
دریاچه ارومیه یکی از زیست گاه های اصلی آرتمیا در دنیاست. گونه ای کوچک و سخت پوست که قابلیت سازگاری بالایی با شوری آب دارد . تا قبل از کاهش سطح دریاچه ارومیه ، میزان قابل توجهی آرتمیا در این پهنه آبی وجود داشت ولی از حدود ابتدای قرن اخیر و کاهش بارندگی ها و مصرف عمده آب رودخانه‌های منتهی به دریاچه جهت کشاورزی این دریاچه تقریبا به یک دریاچه فصلی تبدیل شده . آرتمیا نیز در بازه زمانی 15 اردیبهشت تا 15 تیر در دریاچه دیده می‌شود و دوباره ازبین می‌رود. هم اکنون نیز در دلتای رودخانه های منتهی به دریاچه ، جاییکه شوری آب کمتر است حضور دارند . زمانی که شوری آب به زیر 50 گرم در لیتر می‌رسد آرتمیا از تخم بیرون می آید . هرچند که با افزایش میزان شوری و کاهش آب ، آرتمیای دریاچه ارومیه نیز خودش را با شرایط تطبیق داد و توانش افزایش یافت به گونه ای که در شوری بالای 350 گرم در لیتر نیز دارای حیات بوده اما فعالیت بیولوژیک نداشته و توان تولید مثل را نیز از دست می دهد در سالهای کم آبی دریاچه سیست آرتمیا در دریاچه بصورت غیرفعال باقی مانده و با بهبود شرایط از تخم خارج و به حیاط خود ادامه می دهد.